# Люцерна хмелевидная
Люце́рна хме́леви́дная (лат. Medicágo lupulína) — обычно однолетнее травянистое растение, вид рода Люцерна (Medicago) семейства Бобовые (Fabaceae). Обладает рядом отличительных морфологических характеристик, ввиду которых выделяется в секцию (или подрод) Lupularia в составе рода.

## Название
Ф. Видеман и Э. Вебер (1852) приводят русскоязычные названия «медунка хмелевая» и «полуклевер».

## Ботаническое описание

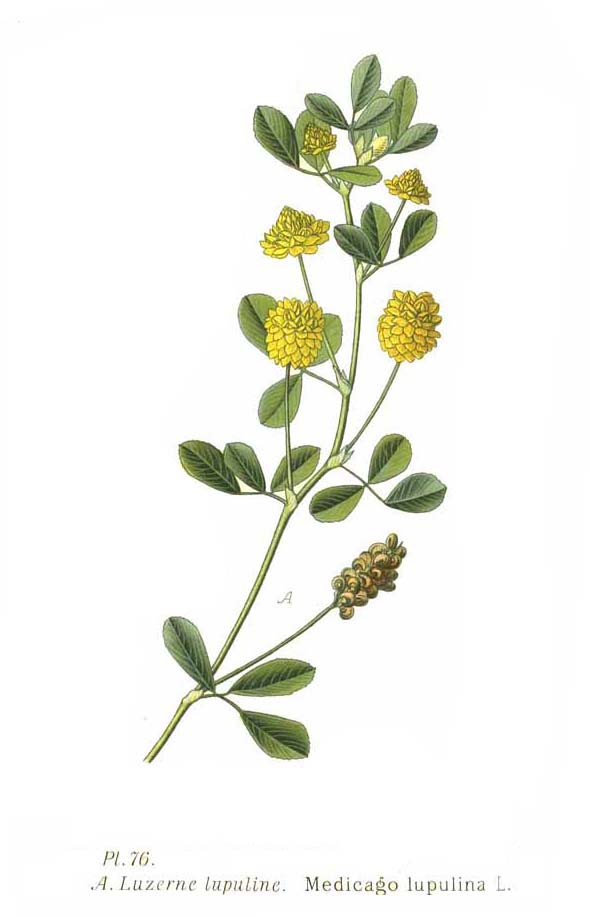

Однолетнее или двулетнее травянистое растение. Корень стержневой, неглубокий. Стебли многочисленные, тонкие, распростёртые по земле или приподнимающиеся, 10—50 см высотой, голые или покрытые простым и железистым опушением.
Листья на коротких черешках, с тремя широкообратнояйцевидными или широкоромбическими листочками, каждый из которых 7—15×3—10 мм с клиновидным основанием, с выемкой на верхушке, средний из них на более длинном черешочке, нежели боковые. Нижняя поверхность листочков с простым и железистым опушением, верхняя голая или с редкими простыми волосками. Прилистники почти на протяжении половины длины сросшиеся, от эллиптических до ланцетных, почти цельнокрайные.
Цветки не более 2 мм длиной, жёлтого цвета, в густых продолговато-яйцевидных кистях до 1,5 см длиной. Чашечка покрыта простыми волосками, с шиловидными зубцами, 1—1,5 мм длиной.
Плоды — орешки, представляющие собой редуцированные односемянные бобы около 2 мм длиной, почковидной формы, покрытые железистым опушением, к созреванию почти голые.
Хромосомное число 2n = 16.

## Распространение и экология
Растение широко распространено по всей Евразии. Занесено в Северную Америку и Австралию.
Развивается в разнообразных экологических условиях и сообществах. Можно встретить на травянистых склонах, лугах, галечниковых речных долинах, как сорное на полях и огородах.

## Значение и применение
Отличается высоким содержанием питательных веществ. Может развивать значительную зелёную массу, имеет слабое опушение, тонкие стебли, даёт нежный корм. Поедается всеми видами скота весной и летом, позднее хуже. К числу недостатков академик АН СССР Гроссгейм относил лежачие стебли и концентрацию листьев в нижней части растения. Поэтому преимущественно она пригодна как пастбищное растение. При попытке ввести в культуру в ряде местностей Западной Европы широкого распространения не получила так как уступает по продуктивности экспарцету, жёлтой и синей люцерне, клеверу.
| Фаза     | Воды (в %) | От абсолютного сухого вещества в % | От абсолютного сухого вещества в % | От абсолютного сухого вещества в % | От абсолютного сухого вещества в % | От абсолютного сухого вещества в % | Источник и район           |
| Фаза     | Воды (в %) | золы                               | протеина                           | жира                               | клетчатки                          | БЭВ                                | Источник и район           |
| -------- | ---------- | ---------------------------------- | ---------------------------------- | ---------------------------------- | ---------------------------------- | ---------------------------------- | -------------------------- |
| Цветение | 8,8        | 19,9                               | 16,2                               | 2,5                                | 24,7                               | 37,5                               | Котов и др. 1940, Харьков  |
| —        | 9,2        | 26,7                               | 21,4                               | 4,0                                | 22,4                               | 25,0                               | Котов и др. 1940, Харьков  |
| —        | 72,2       | 7,2                                | 21,6                               | 5,7                                | 26,6                               | 38,9                               | Советкина, 1938, Казахстан |
| —        | —          | 7,0                                | 18,3                               | 3,4                                | 34,2                               | 37,1                               | Беляев, 1905               |

## Классификация

### Таксономия
Medicago lupulina L., 1753, Sp. Pl.: 779
Действительное описание (диагноз) Medicago lupulina было опубликовано в книге Species plantarum (1753) Карла Линнея: Medicago spicis ovatibus, leguminibus reniformibus monospermis, caule procumbente — «люцерна с яйцевидными колосьями, почковидными односемянными бобами, приподнимающимся стеблем». Описан вид «с лугов Европы».
Вид Люцерна хмелевидная относится к роду Люцерна (Medicago) подсемейства Мотыльковые (Papilionoideae) семейства Бобовые (Fabaceae) порядка Бобовоцветные (Fabales). Таксономическая схема в соответствии с Системой APG IV по состоянию на декабрь 2023 года:
|  |                                      |  |                                   |                                   |                   |  | ещё 3 семейства | ещё 3 семейства   |                          |  |  |  | еще 523 рода                                                     | еще 523 рода        |  |  |
|  |                                      |  |                                   |                                   |                   |  | ещё 3 семейства | ещё 3 семейства   |                          |  |  |  | еще 523 рода                                                     | еще 523 рода        |  |  |
|  |                                      |  |                                   | порядок Бобовоцветные             |                   |  |                 |                   | подсемейство Мотыльковые |  |  |  |                                                                  | Люцерна хмелевидная |  |  |
|  |                                      |  |                                   | порядок Бобовоцветные             |                   |  |                 |                   | подсемейство Мотыльковые |  |  |  |                                                                  | Люцерна хмелевидная |  |  |
|  | отдел Цветковые, или Покрытосеменные |  |                                   |                                   | семейство Бобовые |  |                 |                   | род Люцерна              |  |  |  |                                                                  |                     |  |  |
|  | отдел Цветковые, или Покрытосеменные |  |                                   |                                   |                   |  |                 |                   |                          |  |  |  |                                                                  |                     |  |  |
|  |                                      |  | ещё 63 порядка цветковых растений | ещё 63 порядка цветковых растений |                   |  |                 | еще 5 подсемейств | еще 5 подсемейств        |  |  |  | еще 126 подтвержденных видов и 27 видов, ожидающих подтверждения |                     |  |  |
|  |                                      |  |                                   | ещё 63 порядка цветковых растений |                   |  |                 |                   | еще 5 подсемейств        |  |  |  |                                                                  |                     |  |  |

### Синонимы
- Lupularia parviflora Opiz
- Lupulina aurata Noulet
- Medica lupulina (L.) Scop.
- Medicago apennina J.Woods
- Medicago appenina Woods
- Medicago breviflora Gilib.
- Medicago canescens Menyh.
- Medicago ciliaris Lucé
- Medicago corymbifera W.L.E.Schmidt ex Schltdl.
- Medicago cupianiana Guss.
- Medicago eriocarpa Rouy
- Medicago lupulina f. corymbosa (Ser.) Urb.
- Medicago lupulina f. leiocarpa Urb.
- Medicago lupulina f. polystachya (Ser.) Urb.
- Medicago lupulina f. stipularis (Wallr.) Urb.
- Medicago lupulina f. subglabra Pau
- Medicago lupulina f. unguiculata (Ser.) Urb.
- Medicago lupulina f. willdenowiana (W.D.J.Koch) Urb.
- Medicago lupulina prol. cupianiana (Guss.) Rouy
- Medicago lupulina subsp. cupaniana (Guss.) Nyman
- Medicago lupulina subsp. cupianiana (Guss.) Nyman
- Medicago lupulina subsp. eurasiatica Braun-Blanq.
- Medicago lupulina subsp. jalasii Rothm.
- Medicago lupulina subsp. willdenowiana (W.D.J.Koch) Soják
- Medicago lupulina subsp. willdenowii (Mérat) Arcang.
- Medicago lupulina subvar. eriocarpa Rouy
- Medicago lupulina var. axilis Merino
- Medicago lupulina var. canescens Moris
- Medicago lupulina var. cinerea Alleiz.
- Medicago lupulina var. corymbosa Ser.
- Medicago lupulina var. cupianiana (Guss.) Boiss.
- Medicago lupulina var. dzumgalensis Ubuk.
- Medicago lupulina var. eriocarpa (Rouy) Maire
- Medicago lupulina var. glabra Gray
- Medicago lupulina var. glanduligera Neuman
- Medicago lupulina var. glandulosa W.D.J.Koch
- Medicago lupulina var. hispida Klett & Richt.
- Medicago lupulina var. lupulina
- Medicago lupulina var. perennans Halácsy
- Medicago lupulina var. polystachya Ser.
- Medicago lupulina var. scabra Gray
- Medicago lupulina var. stipularis (Wallr.) Hallier
- Medicago lupulina var. unguiculata Ser.
- Medicago lupulina var. vassilczennkoi Ubuk.
- Medicago lupulina var. willdenowiana W.D.J.Koch
- Medicago lupulina var. willdenowii Asch.
- Medicago mniocarpa Wallr. ex Ser.
- Medicago reniformis Dulac
- Medicago revolii H.J.Coste & Soulié
- Medicago stipularis Wallr.
- Medicago wildenowii Merat
- Medicago willdenowii Mérat
- Medicago willdenowii var. retorta Mérat
- Medicula lupulina subsp. jalasii (Rothm.) Holub
- Medicula lupulina subsp. willdenowiana (W.D.J.Koch) Holub
- Melilotus lupulinus (L.) Trautv.
- Melilotus medicaginoides Zumagl.
- Trifolium lupulinum (L.) Savi
- Trigonella mniocarpa Wallr. ex DC.